# Майборода, Леонид Александрович
Леони́д Алекса́ндрович Майборода́ (27 июля 1937, Сталино, УССР, СССР — 20 марта 2022) — советский и российский учёный, специалист в области систем управления ракет и космических аппаратов. Доктор технических наук (1972), профессор (1977), автор более 400 научных трудов, лауреат Государственной премии СССР (1985). Основатель и президент Петровской академии наук и искусств.

## Биография
Родился в Донецке (Сталино) в шахтёрской семье. Отец — Майборода Александр Павлович (род. 1913), мать — Шаповалова Меланья Акимовна (род. 1914). В годы Великой Отечественной войны Л. А. Майборода находился на оккупированной территории и пережил все тяготы фашистской оккупации. В 15 лет потерял отца-шахтёра, погибшего по возвращении из сталинских лагерей. До окончания школы помогал матери, собирая уголь и дрова на территории шахты.
В 1960 году окончил Харьковское высшее авиационно-инженерное училище, работал в ленинградских вузах. В 1975 году возглавил кафедру автономных систем управления ракет-носителей и космических аппаратов академии имени А. Ф. Можайского. В 1988 году стал профессором Ленинградского государственного университета, в 1997 году — ректором Лужского крестьянского университета, в 1992 году — президентом Петровской академии наук и искусств. Являлся почётным президентом Петровской академии наук, членом Президиума и членом бюро Президиума академии, руководителем цикла регулярных научно-технических семинаров ПАНИ.